# فرانكو موسكينو
فرانكو موسكينو (بالإيطالية: Franco Moschino)‏ (27 فبراير 1950 - 18 سبتمبر 1994) مصمم أزياء إيطالي عرف بكونه مؤسس دار الأزياء الإيطالية موسكينو.

## وفاته
في عام 1992 ، خضع موسكينو لعملية جراحية لوجود ورم في البطن توفي في 18 سبتمبر 1994 ، في فيلا على ضفاف البحيرة في بريانزا ، إيطاليا من السكتة القلبية الناجمة عن مضاعفات العملية. بعد وفاته تم الكشف علنا عن أن موت موسكينو كان مرتبطًا بالإيدز.

## روابط خارجية
- Moschino official website
- قالب:Fashiondesigner
- Biography
- Moschino C&C by Stylebop.com
- السيرة موسكينو الذاتية